# Insurrection des Frères musulmans en Syrie
Notes
L'insurrection islamique en Syrie est une série de révoltes et d'insurrections armées menées par des islamistes sunnites, membres pour la plupart des Frères musulmans, de 1979 à 1982.
Brutalement réprimée par le régime, cette série prend fin avec le massacre de Hama perpétré par l'armée syrienne en 1982.

## Historique de l'insurrection
Les Frères musulmans s'établissent en Syrie, probablement à Alep, en 1935. Une partie de ses membres participent aux violentes émeutes dirigées contre le parti Baas en 1964 au sein de la ville de Hama.
Dans les années 1970, Hafez el-Assad conforte son pouvoir en donnant carte blanche aux religieux et en verrouillant et écartant les démocrates.
Les Frères musulmans gagnent alors en puissance et en légitimité, au point d’apparaître, lors de nouvelles émeutes en 1973 contre le président Hafez, comme la seule formation politique capable de s'opposer à l'hégémonie du parti Baas. Parallèlement, les Frères musulmans commencent à s'infiltrer au sein de l'armée et de la police.
Les Frères musulmans, qui comptent près de 10 000 militants en 1979, commencent à commettre des attentats contre l'État.
Menée contre l'autorité du Parti Baas, cette série d'attentats est surnommée la « longue campagne de terreur ». Durant le conflit, les islamistes attaquent à la fois des civils (Alaouites, baassistes, laïques, nationalistes et communistes) et des militaires. « Les bombes placées dans les gares, les attentats contre les membres du parti Baas et leurs familles ou encore le massacre des cadets alaouites à l'école militaire d'Alep en 1979 demeurent solidement ancrés dans la mémoire collective syrienne.
Le gouvernement irakien de Saddam Hussein avait soutenu les insurgés par un flux régulier d'armes et de matériels.
Le 26 juin 1980, alors qu’il reçoit le président du Mali en visite officielle, le président Hafez al-Assad échappe à un attentat provoqué par un membre de la garde présidentielle, vengé le lendemain par le massacre de la prison de Palmyre commis en représailles de la tentative d'assassinat.

### Réaction du régime syrien
En 1970, le ministre de la Défense Hafez el-Assad s'empare du pouvoir par la force, démettant de ses fonctions le président Noureddine al-Atassi et le secrétaire général du parti Baas, Salah Jedid. Lui et ses partisans s'emparent de tous les leviers de l'appareil étatique. Le nouveau président accroît la dimension répressive de l’État syrien, et renforce le contrôle de chaque secteur de la société à travers un vaste appareil policier et de renseignement.
L'armée syrienne est considérablement renforcée par le régime et devient le pilier de l’État. Au fur et à mesure de l'accroissement de la puissance des Frères musulmans, le gouvernement accroît les moyens répressifs de l'armée et de la police.
Le 7 juillet 1980, le Parlement adopte la loi no 49 punissant de mort toute personne appartenant à l’organisation des Frères musulmans ou sympathisant avec elle (« Est considéré comme criminel et sera puni de la peine capitale quiconque est affilié à l'organisation de la communauté des Frères musulmans »).
En parallèle, la crise économique que connaît le pays accroît le mécontentement de la population et par conséquent la force et la popularité des Frères. De nouvelles manifestations éclatent au nord du pays et un attentat le 29 novembre 1981 fait 175 morts à Damas. Le président Hafez el-Assad lance fin 1981 une importante purge des éléments fréristes de l'appareil de sécurité de l’État, notamment l'armée, pour garantir la sécurité du régime. 400 officiers sont démis de leur fonction et 300 membres du parti Baas sont exécutés.
Ainsi purgée, l'armée se prépare à affronter le mouvement des Frères musulmans et à le défaire définitivement.
Lors des raids de représailles, des civils sont tués par les forces syriennes. Le soulèvement islamiste atteint son point culminant en 1982 avec le massacre de Hama perpétré par les forces du président syrien Hafez el-Assad : plusieurs milliers de personnes sont tuées dans le siège de la ville par les troupes de l'armée régulière syrienne et exécutées par les Brigades de défense de Rifaat al-Assad.

## Suites et conséquences
Dans les années 1990, après avoir supprimé toute opposition, al-Assad relâche certains prisonniers politiques et après sa mort en 2000, son fils Bachar el-Assad se montre initialement ouvert au dialogue politique (printemps de Damas). En mai 2001, les Frères musulmans publient une déclaration à Londres dans laquelle ils rejettent la violence politique et appellent à un État démocratique moderne.
En 2006, Ali Sadreddine al-Bayanouni, dirigeant des FM, contraint à l'exil, déclare qu'il souhaite « un changement pacifique de gouvernement à Damas et la mise en place d'un État démocratique civil » et non pas une république islamique.
En 2011, dans le contexte de la guerre civile syrienne, les Frères musulmans indiquent toutefois que « le régime actuel a perdu tous ses droits après que les troupes ont ouvert le feu sur leurs propres compatriotes ».